# 聖彌額爾教堂 (盧森堡)

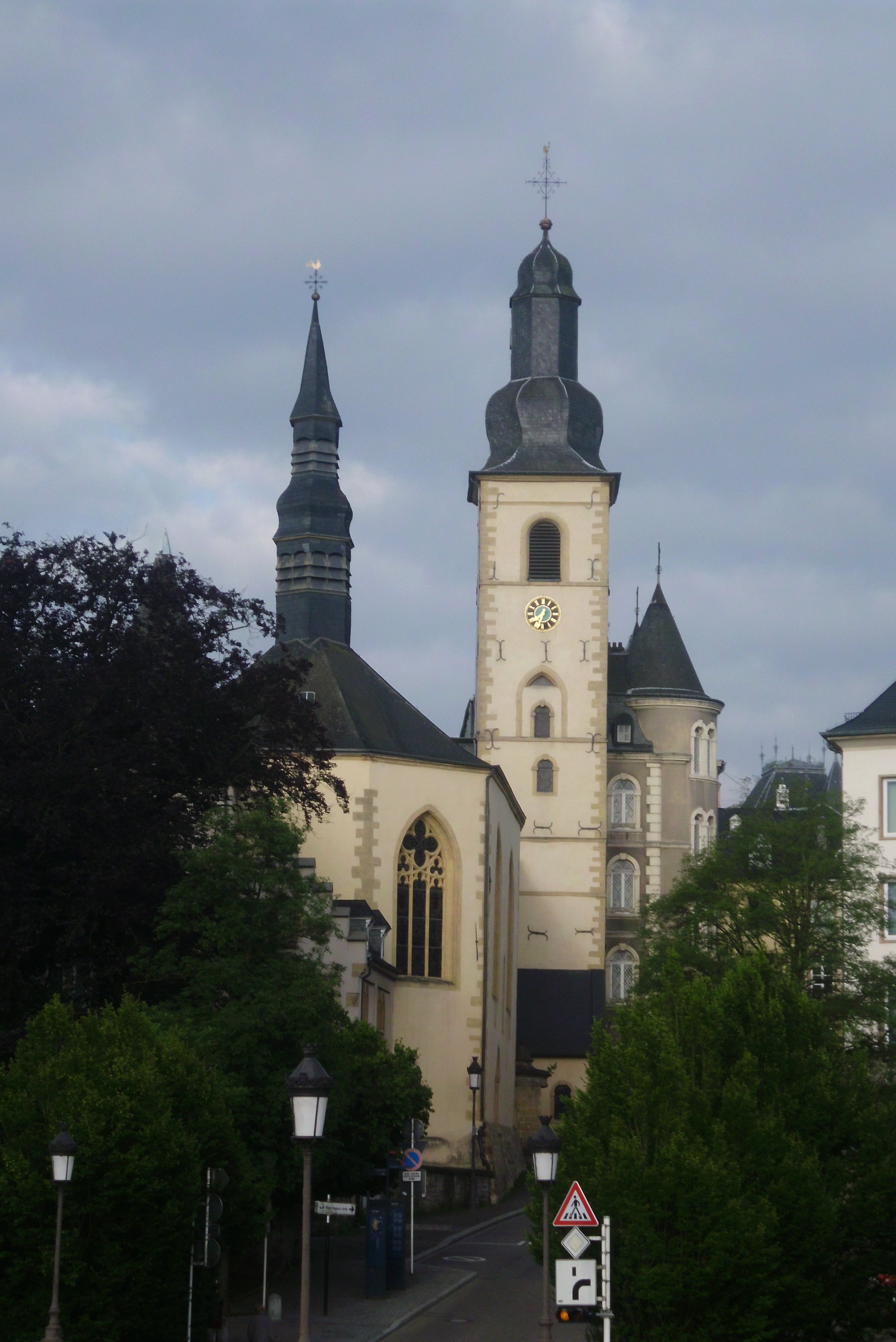

49°36′41″N 06°08′05″E / 49.61139°N 6.13472°E
聖彌額爾教堂是盧森堡南部盧森堡市的一座羅馬天主教的教堂，位於盧森堡市的魚廣場。該教堂是盧森堡市歷史最古老的宗教建築之一。